# Gnaphosa altudona
Gnaphosa altudona är en spindelart som beskrevs av Chamberlin 1922. Gnaphosa altudona ingår i släktet Gnaphosa och familjen plattbuksspindlar. Inga underarter finns listade i Catalogue of Life.